# Callilepis caerulea
Callilepis caerulea là một loài thực vật có hoa trong họ Cúc. Loài này được (Hutch.) Leins mô tả khoa học đầu tiên năm 1971.